# Kiryl Maskevič
Kiryl Andrėevič Maskevič (in bielorusso Кірыл Андрэевіч Маскевіч?; 6 marzo 1998) è un lottatore bielorusso, specializzato nella lotta greco-romana. È stato vicecampione continentale agli europei di Varsavia 2021, dove è rimasto sconfitto in finale dal serbo Zurab Datunashvili nel torneo degli 87 chilogrammi. Ha rappresentato la Bielorussia ai Giochi olimpici estivi di Tokyo 2020, in cui ha terminato al quindicesimo posto nella categoria degli 87 chilogrammi.

## Palmarès
| Anno | Manifestazione  | Sede        | Evento | Risultato | Note |
| ---- | --------------- | ----------- | ------ | --------- | ---- |
| 2015 | Europei cadetti | Subotica    | 69 kg  | 17º       |      |
| 2017 | Europei U23     | Szombathely | 85 kg  | 13º       |      |
| 2018 | Europei junior  | Roma        | 82 kg  | Bronzo    |      |
| 2018 | Mondiali junior | Trnava      | 82 kg  | 7º        |      |
| 2019 | Europei U23     | Budapest    | 87 kg  | Bronzo    |      |
| 2020 | Europei         | Roma        | 87 kg  | 12º       |      |
| 2021 | Europei         | Varsavia    | 87 kg  | Argento   |      |
| 2021 | Giochi olimpici | Tokyo       | 87 kg  | 15º       |      |
| 2021 | Mondiali        | Oslo        | 87 kg  | Argento   |      |

## Altre competizioni internazionali
2017
- 8º al RS Torneo a squadre Oleg Karavaev ( Minsk)

2019
- Oro negli 87 kg al Memorial Kristjan Palusalu ( Tallinn)
- Bronzo negli 87 kg al RS Torneo Oleg Karavaev ( Minsk)

2020
- Oro negli 87 kg nella Coppa del mondo individuale ( Belgrado)
- Oro negli 87 kg al Grand Prix de France Henri Deglane ( Nizza)